# Адміністративний устрій Новоселицького району
Адміністративний устрій Новоселицького району — адміністративно-територіальний поділ Новоселицького району Чернівецької області на 1 міську громаду, 2 сільські громади та 17 сільських рад, які об'єднують 43 населені пункти та підпорядковані Новоселицькій районній раді. Адміністративний центр — місто Новоселиця.

## Історія
12 травня 1941 р. до складу району включено Селищанську сільську Раду з виключенням її зі складу Садагурського району.

## Список громадНовоселицького району
- Магальська сільська громада
- Мамалигівська сільська громада
- Новоселицька міська громада

## Список радНовоселицького району
| №  | Назва                        | Центр          | Населені пункти                         | Площа км² | Місце за площею | Населення (2001), чол. | Місце за населенням |
| -- | ---------------------------- | -------------- | --------------------------------------- | --------- | --------------- | ---------------------- | ------------------- |
| 1  | Берестянська сільська рада   | c. Берестя     | c. Берестя                              |           |                 |                        |                     |
| 2  | Боянська сільська рада       | c. Бояни       | c. Бояни c. Гай                         |           |                 |                        |                     |
| 3  | Ванчиковецька сільська рада  | c. Ванчиківці  | c. Ванчиківці c. Ванчинець              |           |                 |                        |                     |
| 4  | Диновецька сільська рада     | c. Динівці     | c. Динівці                              |           |                 |                        |                     |
| 5  | Довжоцька сільська рада      | c. Довжок      | c. Довжок                               |           |                 |                        |                     |
| 6  | Жилівська сільська рада      | c. Жилівка     | c. Жилівка                              |           |                 |                        |                     |
| 7  | Зеленогайська сільська рада  | c. Зелений Гай | c. Зелений Гай                          |           |                 |                        |                     |
| 8  | Костичанівська сільська рада | c. Костичани   | c. Костичани c. Думени c. Новоіванківці |           |                 |                        |                     |
| 9  | Котелівська сільська рада    | c. Котелеве    | c. Котелеве                             |           |                 |                        |                     |
| 10 | Малинівська сільська рада    | c. Малинівка   | c. Малинівка                            |           |                 |                        |                     |
| 11 | Припрутська сільська рада    | c. Припруття   | c. Припруття c. Боянівка                |           |                 |                        |                     |
| 12 | Тарасовецька сільська рада   | c. Тарасівці   | c. Тарасівці                            |           |                 |                        |                     |
| 13 | Топорівська сільська рада    | c. Топорівці   | c. Топорівці                            |           |                 |                        |                     |
| 14 | Фороснянська сільська рада   | c. Форосна     | c. Форосна                              |           |                 |                        |                     |
| 15 | Черленівська сільська рада   | c. Черленівка  | c. Черленівка                           |           |                 |                        |                     |
| 16 | Чорнівська сільська рада     | c. Чорнівка    | c. Чорнівка                             |           |                 |                        |                     |
| 17 | Щербинецька сільська рада    | c. Щербинці    | c. Щербинці                             |           |                 |                        |                     |

* Примітки: м. — місто, с-ще — селище, смт — селище міського типу, с. — село